# Молвотиці
Молвотиці (рос. Молвотицы) — село у Марьовському районі Новгородської області Російської Федерації.
Населення становить 307 осіб. Належить до муніципального утворення Молвотицьке сільське поселення.

## Історія
До 1927 року населений пункт перебував у складі Новгородської губернії. У 1927—1944 роках перебував у складі Ленінградської області.

## Населення
| 2010 | 2012 | 2013 | 2014 | 2015 | 2016 |
| ---- | ---- | ---- | ---- | ---- | ---- |
| 320  | ↗332 | ↘320 | ↘307 | ↘301 | ↗307 |